# Sandro Viletta
Sandro Viletta, né le 23 janvier 1986 à Valbella, est un skieur alpin suisse. Il fait ses débuts en Coupe du monde en novembre 2006 et remporte sa première épreuve en décembre 2011, lors du super G de Beaver Creek. En 2014, il devient champion olympique du super combiné.

## Biographie
Sandro Viletta naît le 23 janvier 1986 à Valbella, dans le canton des Grisons, et il grandit dans le village de La Punt. Enfant, il joue au football avec les juniors C du FC Celerina. Il se tourne ensuite vers le ski alpin.
Viletta participe à des courses FIS à partir de décembre 2001 et à des courses de Coupe d'Europe dès janvier 2004. Il fête son premier succès important le 1er février 2004 avec un titre de champion suisse junior de slalom géant. Il remporte la médaille de bronze en slalom lors des Championnats du monde juniors de ski alpin 2006 à Mont Sainte-Anne (Canada). Il est cinquième du classement du slalom de la saison 2006-2007 en Coupe d'Europe, avec trois podiums.
Viletta participe à sa première course de Coupe du monde le 12 décembre 2006 lors du slalom de Levi (Finlande), où il ne termine pas la course. Il remporte ses premiers points en Coupe du monde le 25 février 2007 avec une seizième place au slalom de Garmisch-Partenkirchen (Allemagne). Son meilleur résultat pendant la saison 2007-2008 est une dix-huitième place au slalom de Kitzbühel (Autriche). Le 10 janvier 2009, après avoir terminé au 25e rang de la première manche, il est quatrième du slalom géant d'Adelboden (Suisse), ce qui constitue son meilleur résultat jusque-là. Aux Championnats du monde 2009 à Val-d'Isère (France), il sixième du super combiné et treizième du slalom. C'est également à Val-d'Isère qu'il réalise son meilleur résultat de la saison 2009-2010 de Coupe du monde, avec une septième place en super combiné. Il est quatorzième du super combiné et quinzième du slalom géant lors des Jeux olympiques d'hiver de 2010, organisés à Vancouver au Canada.
Pendant la saison 2010-2011 de Coupe du monde, Viletta est notamment huitième du slalom géant de Val-d'Isère et septième du super G d'Hinterstoder (Autriche). Il ne termine pas le super G et prend la 24e place du slalom géant lors des Championnats du monde 2011 à Garmisch-Partenkirchen. Le 3 décembre 2011, il monte pour la première fois sur le podium en Coupe du monde en remportant le super G de Beaver Creek devant Aksel Lund Svindal et son compatriote Beat Feuz. Après la course, il déclare : « Cela fait longtemps que j'attends ça. Ces dernières années, j'ai vu tous mes copains d'équipe monter sur les podiums pendant que moi je devais me battre contre des problèmes au dos. » Viletta chute lors du super G de Crans-Montana (Suisse) en février 2012 et souffre d'une commotion cérébrale. Il participe ensuite à aucune course jusqu'à la fin de la saison.
Lors de son retour pour la saison 2012-2013 de Coupe du monde, Viletta est notamment neuvième du super G de Wengen. Il prend la cinquième place du super combiné des Championnats du monde 2013 à Schladming (Autriche). En fin de saison, il devient champion de Suisse de super G, de descente et de slalom géant. En 2014, il termine quatrième du super combiné de Wengen puis septième de celui de Kitzbühel. Aux Jeux olympiques d'hiver de 2014 organisés à Sotchi en Russie, il crée la surprise en devenant champion olympique du super combiné : quatorzième de la descente, il réalise le deuxième temps du slalom et remonte à la première place. Il devance le Croate Ivica Kostelić et l'Italien Christof Innerhofer.
Freiné par plusieurs blessures entre 2016 et 2018, il met un terme à sa carrière en fin d’année 2018.

## Palmarès

### Jeux olympiques
| Édition / Épreuve | Slalom      | Slalom géant | Super combiné |
| ----------------- | ----------- | ------------ | ------------- |
| JO 2010 Vancouver | Disqualifié | 15e          | 14e           |
| JO 2014 Sotchi    | -           | -            | Or            |

### Championnats du monde
| Édition / Épreuve                    | Slalom | Slalom géant | Super G | Super combiné |
| ------------------------------------ | ------ | ------------ | ------- | ------------- |
| Mondiaux 2009 Val d'Isère            | 13e    | -            | -       | 6e            |
| Mondiaux 2011 Garmisch-Partenkirchen | -      | 24e          | Abandon | -             |
| Mondiaux 2013 Schladming             | -      | -            | -       | 5e            |

### Coupe du monde
- Meilleur classement général : 45e en 2015.
- 1 podium, dont 1 victoire.

| Saison / Épreuve | Super G      |
| ---------------- | ------------ |
| 2012             | Beaver Creek |

| Saison/Classement | Général | Général | Descente | Descente | Slalom | Slalom | Slalom géant | Slalom géant | Super G | Super G | Combiné | Combiné |
| Saison/Classement | Class.  | Points  | Class.   | Points   | Class. | Points | Class.       | Points       | Class.  | Points  | Class.  | Points  |
| ----------------- | ------- | ------- | -------- | -------- | ------ | ------ | ------------ | ------------ | ------- | ------- | ------- | ------- |
| 2006-2007         | 113e    | 22      | -        | -        | 44e    | 22     | -            | -            | -       | -       | -       | -       |
| 2007-2008         | 86e     | 55      | -        | -        | 33e    | 47     | 50e          | 8            | -       | -       | -       | -       |
| 2008-2009         | 53e     | 159     | -        | -        | 44e    | 20     | 28e          | 63           | -       | -       | 14e     | 76      |
| 2009-2010         | 53e     | 153     | -        | -        | -      | -      | 16e          | 84           | -       | -       | 15e     | 69      |
| 2010-2011         | 67e     | 122     | -        | -        | -      | -      | 23e          | 71           | 33e     | 36      | 33e     | 15      |
| 2011-2012         | 57e     | 146     | -        | -        | -      | -      | 47e          | 6            | 18e     | 118     | 30e     | 22      |
| 2012-2013         | 85e     | 48      | -        | -        | -      | -      | -            | -            | 34e     | 19      | 14e     | 29      |
| 2013-2014         | 47e     | 154     | 33e      | 50       | -      | -      | -            | -            | 36e     | 18      | 4e      | 86      |
| 2014-2015         | 45e     | 174     | 23e      | 90       | -      | -      | -            | -            | 29e     | 49      | 14e     | 35      |
| 2015-2016         | 122e    | 19      | -        | -        | -      | -      | -            | -            | 39e     | 19      | -       | -       |

### Championnats du monde junior
| Édition / Épreuve              | Slalom  | Slalom géant |
| ------------------------------ | ------- | ------------ |
| Mondiaux 2004 Maribor          | Abandon | Abandon      |
| Mondiaux 2005 Bardonnèche      | Abandon | Abandon      |
| Mondiaux 2006 Mont Sainte-Anne | Bronze  | Abandon      |

### Coupe d'Europe
- 5e du classement de slalom en 2007.
- 3 podiums.

### Championnats de Suisse
- 3 titres en 2013 : slalom géant, super G et descente.
- 1 titre en 2014 : super combiné.